# Negativt tilt
Negative tilt er et alment begreb inden for pokerspil og ludomani.
"Tilt" betydre på engelsk "at vælte" eller man tilter over, et synonym for at blive aggressiv, depressiv eller sur over at ens lykke ikke blev tilgodeset i forbindelse med spil om penge.
Typisk vil det negative tilt sidde dybt i individet og medvirke, at der ikke tænkes klart. Personen vil bl.a. gå igennem baglæns rationalisering, aggressiv adfærd, glemme at spise at drikke, glemme at sove, og gøre alt for at fortsætte indtil at manglen på tilgodselsen er tilfredsestillen. Heriblandt inderbærer det, at personen vil gøre alt for at overbevise sig selv om, at den ulykkelige situation var "uheldig," men vil alligevel ikke acceptere det. Personen vil derfor forsøge at gøre alt hvad han/hun kan, for at vinde pengene tilbage.
Negativt tilt kan i de værste scenarie have fatale konsekvenser. I værste udgave, psykologisk, kan personen begå selvmord eller blive psykisk syg. Det kan også ende med at personen, grundet tabet af penge, vil fortsætte med at spille og derfor tabe endnu flere penge. Intelligensen er markant nedsat og vil derfor spille dårligere i live og online poker. Professionelle pokerspillere er enige om, at negativt tilt er den værste ting, en poker spiller kan besidde.

## Identificer en person med negativt tilt
- En person har "grindet" meget og tabt, hvilket er spild af tid og negativt for spilleren.
- Spilleren er træt og kan ikke styre sine følelser.
- Personen kan ikke acceptere nogle former for pengetab.
- Personen kan ikke forlade computeren i mange timer, og kan betegnes i hele eller delvished som ludoman.
- Individet vil ikke accepterer nederlag, og vil være irrationel og aggressiv.